# Halobakterie
Halobakterie (Halobacteria) – klasa archeonów w typie Euryarchaeota. Zostały znalezione w wodach o zasoleniu zbliżonym do roztworu nasyconego. Zalicza się je do organizmów określanych jako halofile. Występują w większości środowisk o dużym zasoleniu, wilgotności i dostępności materii organicznej.
Halobakterie mogą urosnąć w obecności tlenu, w warunkach beztlenowych oraz przeprowadzać proces zbliżony do fotosyntezy. Części błon halobakterii zawiera czerwony barwnik, stąd duże zakwity tych bakterii tworzą czerwone plamy. Barwnik obecny w błonach to bakteriorodopsyna, związek zbliżony do rodopsyny obecnej w siatkówce. Bakteriorodopsyna przechodząc w stan wzbudzenia po pochłonięciu fotonu przenosi przez błonę jony wodorowe – H+. Powstały gradient elektrochemiczny bakterie wykorzystują do syntezy ATP. Jest to więc pewna forma fotofosforylacji.
Halobakterie posiadają również  drugi barwnik – halorodopsynę, która przenosi jony chlorkowe przez błony podczas pochłania kwantów światła. Przyczynia się to do zwieszenia gradientu elektrochemicznego i zwiększa syntezę ATP podczas oświetlania. Proces uzyskiwania energii na świetle jest zbliżony do fotosyntezy, jednak nie towarzyszy mu asymilacja CO2.